# Pluteus (grzyby)

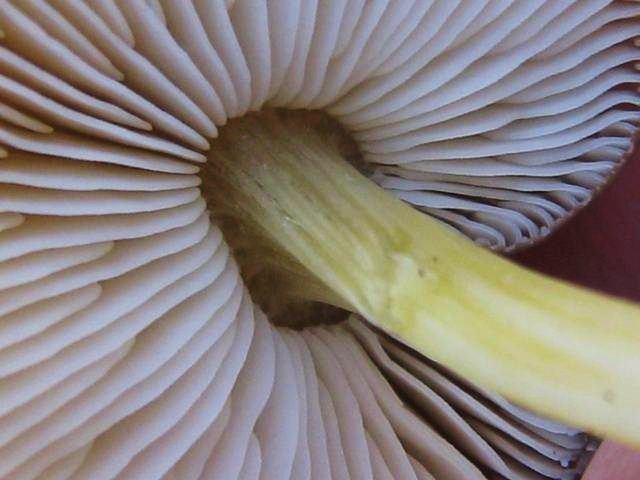
Drobnołuszczak żółtonogi

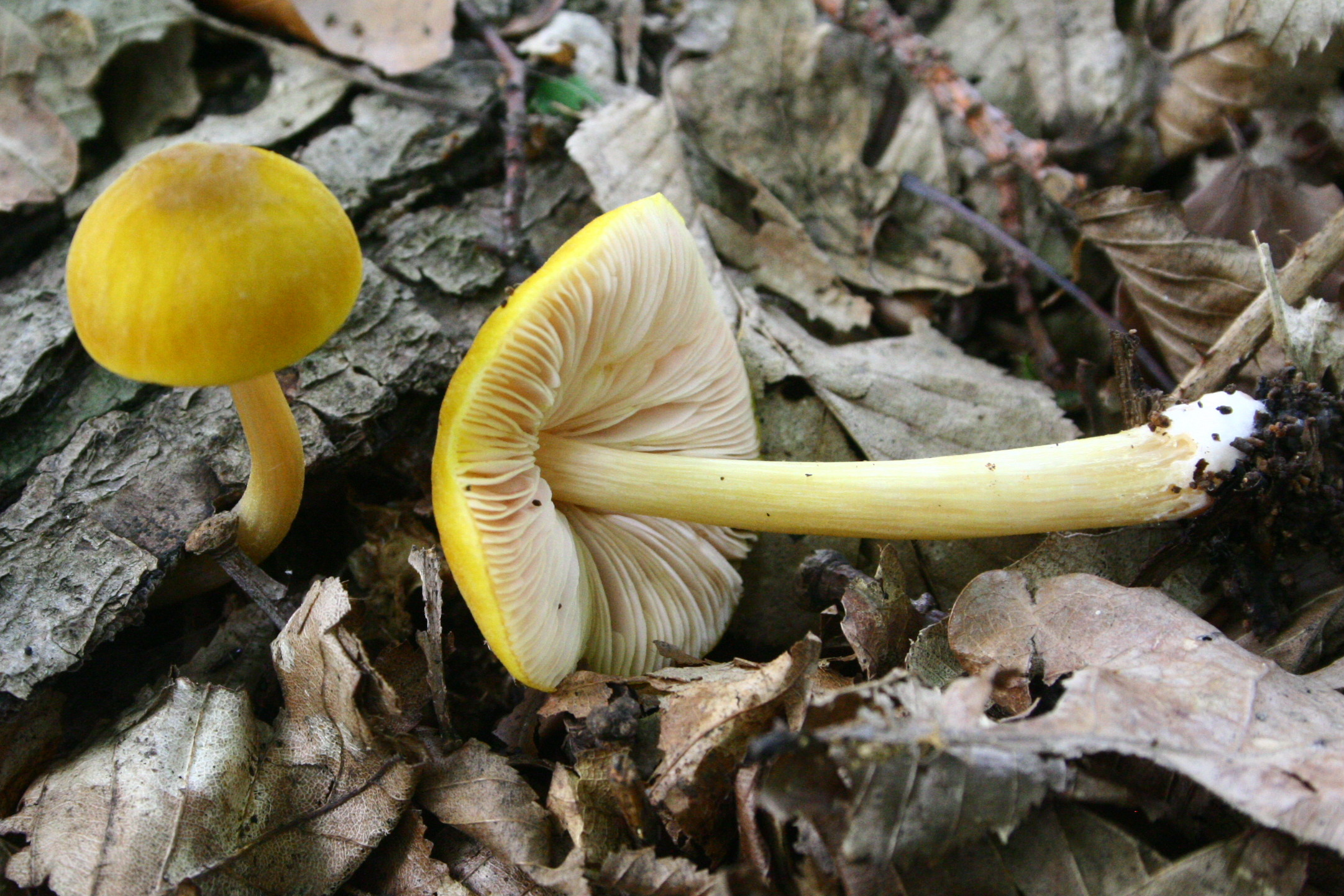
Drobnołuszczak żółtawy

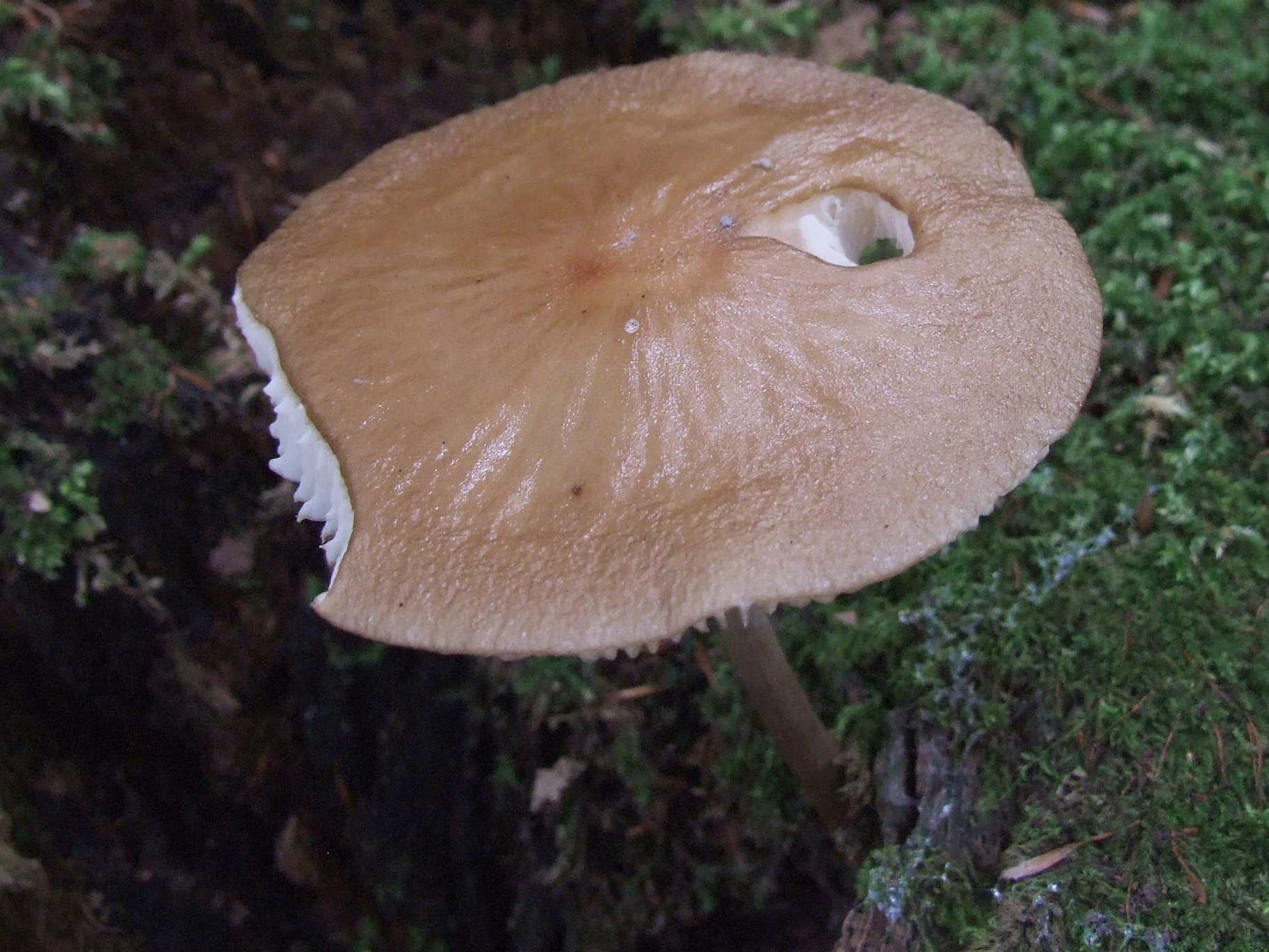
Drobnołuszczak pomarszczony

Pluteus Fr. (drobnołuszczak) – rodzaj grzybów z rodziny łuskowcowatych (Pluteaceae).

## Systematyka i nazewnictwo
Pozycja w klasyfikacji według Index Fungorum: Pluteaceae, Agaricales, Agaricomycetidae, Agaricomycetes, Agaricomycotina, Basidiomycota, Fungi.
Synonimy naukowe: Agaricus ser. Hyporhodius Fr., Hyporrhodius (Fr.) Staude, Rhodosporus J. Schröt.
Polską nazwę zaproponował Władysław Wojewoda w 2003 r. Dawniej w piśmiennictwie mykologicznym rodzaj ten miał nazwę łuskowiec, jednak według Wojewody jest ona mylna, gdyż przedstawiciele tego rodzaju nie mają wyraźnych łusek.

## Charakterystyka
Większość gatunków to saprotrofy rosnące na drewnie drzew liściastych i iglastych, nieliczne tylko rosną bezpośrednio na ziemi, tworząc mikoryzę z roślinami. Większość gatunków jest szeroko rozprzestrzeniona. Kapelusz za młodu dzwonkowaty, później szeroko rozpostarty, nigdy nie lejkowaty. Ma powierzchnię zawsze suchą, gładką, aksamitną lub pokrytą łuseczkami w kształcie włókienek, u niektórych gatunków promieniście żyłkowaną. Trzon zawsze bez pierścienia, cylindryczny, czasami tylko ze zgrubiałą podstawą, o powierzchni nagiej lub z podłużnymi włókienkami. Od kapelusza oddziela się łatwo. Miąższ białawy, u żadnego gatunku nie zmienia barwy po uszkodzeniu. Hymenofor w postaci wolnych blaszek, za młodu białych, potem różowych. Nie dochodzą do trzonu. Wysyp zarodników łososioworóżowy. Zarodniki szerokoeliptyczne, gładkie, bez pory rostkowej. Trama blaszek odwrócona (strzępki w kształcie litery V biegną od zewnątrz ku środkowi), często z typowymi cystydami.
W Europie występuje około 50 gatunków. Żaden nie jest trujący, jedynie drobnołuszczak szarobrązowy (Pluteus cinereofuscus) zawiera pewne ilości halucynogennej psylocybiny. Teoretycznie większość gatunków jest jadalna, jednak są mało smaczne i zwykle przez grzybiarzy nie są zbierane.
Wiele gatunków drobnołuszczaków jest niemożliwe do rozróżnienia tylko na podstawie wyglądu zewnętrznego. Przyczyną tego jest nie tylko bardzo zbliżony wygląd niektórych gatunków, ale również duże zróżnicowanie budowy morfologicznej w obrębie jednego gatunku, co sprawia, że czasami dwa okazy w obrębie jednego gatunku bardziej różnią się od siebie niż okazy z różnych gatunków. Nawet przez fachowców ten sam gatunek drobnołuszczak gruczołowaty (Pluteus plautus) opisywany był pod różnymi nazwami gatunkowymi. Z tego też powodu rozróżnienie niektórych gatunków możliwe jest tylko na podstawie morfologicznych szczegółów budowy.
Liczniejsze występowanie gatunków z tego rodzaju jest uważane za wskaźnik naturalności lasów bukowych w Europie.
Gatunki występujące w Polsce:
- Pluteus albineus Bonnard 2001[8]
- Pluteus atromarginatus (Konrad) Kühner – drobnołuszczak czarnoostrzowy
- Pluteus aurantiorugosus (Trog) Sacc. – drobnołuszczak pomarańczowoczerwony
- Pluteus cervinus (Schaeff.) P. Kumm – drobnołuszczak jeleni[9]
- Pluteus chrysophaeus (Schaeff.) Quél. – drobnołuszczak żółtooliwkowy
- Pluteus cinereofuscus J.E. Lange – drobnołuszczak szarobrązowy
- Pluteus diettrichii Bres. 1905[8]
- Pluteus dianae Pilát – drobnołuszczak cuchnący
- Pluteus ephebeus (Fr.) Gillet – drobnołuszczak brązowoczarny
- Pluteus exiguus (Pat.) Sacc. – drobnołuszczak niepozorny[10]
- Pluteus fenzlii (Schulzer) Corriol & P.-A. Moreau 2007
- Pluteus godeyi Gillet – drobnołuszczak szarobiały[10]
- Pluteus hispidulus (Fr.) Gillet – drobnołuszczak kosmaty
- Pluteus inquilinus Romagn. – drobnołuszczak bulwiastotrzonowy
- Pluteus insidiosus Vellinga & Schreurs 1985[8]
- Pluteus leoninus (Schaeff.) P. Kumm. – drobnołuszczak żółtawy
- Pluteus luctuosus Boud. 1905 – drobnołuszczak brązowoostrzowy
- Pluteus nanus (Pers.) P. Kumm. – drobnołuszczak malutki
- Pluteus nothopellitus Justo & M.L. Castro 2007[8]
- Pluteus pellitus (Pers.) P. Kumm. – drobnołuszczak białokremowy
- Pluteus petasatus (Fr.) Gillet, – drobnołuszczak trocinowy
- Pluteus phlebophorus (Ditmar) P. Kumm. – drobnołuszczak pomarszczony
- Pluteus plautus (Weinm.) Gillet – drobnołuszczak gruczołowaty
- Pluteus podospileus Sacc. & Cub. – drobnołuszczak fioletowoczarniawy
- Pluteus pouzarianus Singer – drobnołuszczak sarni
- Pluteus primus Bonnard 1991[8]
- Pluteus pseudorobertii M.M. Moser & Stang – drobnołuszczak czarnołuskowy
- Pluteus pusillulus Romagn. – drobnołuszczak najmniejszy
- Pluteus robertii (Fr.) P. Karst. – drobnołuszczak kremowobeżowy
- Pluteus romellii (Britzelm.) Lapl. – drobnołuszczak żółtonogi
- Pluteus salicinus (Pers.) P. Kumm. – drobnołuszczak zielonawoszary
- Pluteus thomsonii (Berk. & Broome) Dennis – drobnołuszczak szarotrzonowy
- Pluteus umbrosus (Pers.) P. Kumm. – drobnołuszczak czarnożyłkowy

Wykaz gatunków (nazwy naukowe) na podstawie Index Fungorum. Nazwy polskie według Władysława Wojewody.